# Mats Lindh
Mats Lindh, född 12 september 1947 i Orsa i Dalarnas län, död 8 augusti 2025 i Göteborg, var en svensk ishockeyspelare (forward). 
Mats Lindhs moderklubb var Stackmora SK, Orsa, där han spelade fram till 1966/1967 då han gick över till Mora IK. Efter en säsong i Örebro IK 1970/1971, skrev han på för Västra Frölunda där han var klubbens bäste poängplockare tre år i rad mellan 1971/1972, 1972/1973 och 1973/1974. Som free agent skrev han 1975 på för Winnipeg Jets, och spel i WHA. Under sina två säsonger i klubben spelade han 138 matcher och gjorde 33 mål och 32 assist. I klubben spelade han tillsammans med bland andra Bobby Hull och svenskarna Anders Hedberg, Ulf Nilsson, Willy Lindström och Lars-Erik Sjöberg. Mats Lindh vann bucklan i WHA med Winnipeg Jets 1976 och de föll i finalen 1977. Efter spel i WHA kom han åter till Sverige och Frölunda där han spelade fram till säsongen 1981/1982, en säsong som fick avbrytas i förtid på grund av en allvarlig knäskada.
Mats Lindh spelade för Sveriges landslag i OS 1972 där Sverige slutade fyra. Lindh spelade i två VM i ishockey, 1971 och 1975, där Tre Kronor lyckades erövra tredjeplaceringarna. Totalt spelade han 51 A-landskamper och 6 B-landskamper med Sveriges B-landslag.
Mats Lindh utbildade sig till gymnastiklärare på GIH i Stockholm parallellt med karriären på isen tillsammans med landslagskamraterna Anders Hedberg och Hans (Virus) Lindberg.
Mats Lindh fungerade senare som tränare i Frölunda och huvudtränare i Mölndals IF. Han var efter den aktiva karriären även initiativtagare till Ishockeygymnasiet i Göteborg (Burgårdens gymnasium, som ligger ett stenkast från Scandinavium), som sedermera utvecklades till den verksamhet Frölunda HC driver i sin akademi idag. Daniel Alfredsson, Per-Johan Axelsson, Jonas Esbjörs, Peter Ström och Christian Lechtaler var några av Mats Lindhs elever.
Mats Lindh erhöll en sten av 20 på Walk of Orsa på gågatan i centrala Orsa för sina insaser för bygden när Walk of Orsa invigdes 2020. Andra idrottare som fick stenar var längskidåkarna Anna Haag, Tommy Limby och Bengt och Ola Hassis.     

### Webbsidor
- Presentation och statistik för Mats Lindh som spelare  på Elite Prospects.
- Karriärsstatistik för Mats Lindh på The Internet Hockey Database